# 이스라엘국제방송
이스라엘국제방송(히브리어: קול ישראל Kol Yisrael)은 이스라엘의 국제방송이다. 1955년 단파방송을 시작하면서 개국하였다. 현재 14개의 언어로 전 세계를 향해 방송한다.

## 연혁
- 1955년 이스라엘국제방송 개국.

## 방송 언어
- 영어
- 프랑스어
- 러시아어
- 조지아어
- 이디시어
- 라디노어
- 에스파냐어
- 루마니아어
- 헝가리어
- 페르시아어
- 암하라어
- 히브리어

## 같이 보기
- 이스라엘 방송 기관